# Tärnasjön
Tärnasjön est un lac situé dans la réserve naturelle de Vindelfjällen, en Laponie suédoise. Il est tout en longueur avec une superficie de 20 km2 pour longueur de 17 km. Sa surface est à une altitude de 603 m et sa profondeur maximale est de 39 m. La partie sud du lac est peu profonde, avec plusieurs moraines de Rogen formant en particulier plusieurs îles. Cette zone est un paradis pour l'avifaune, justifiant la classification du lac en site RAMSAR. Le sentier de randonnée Kungsleden traverse la partie sud du lac.